# زنگوله‌پری زبرمیوه
زنگوله‌پری زبرمیوه (نام علمی: Prosartes trachycarpa) نام یک گونه از سرده زنگوله‌های پری است. این گیاه که از تیره سوسنیان است، بیشتر در آمریکای شمالی رشد می کند. رویش گسترده زنگوله‌پری زبرمیوه از بریتیش کلمبیا و انتاریو تا نقاط جنوبی آمریکای شمالی مثل آریزونا و نیومکزیکو قابل مشاهده است. جمعیت ایزوله این گیاه در جزایر دریاچه سوپریور در مرز آمریکا و کانادا، گزارش شده است.